# Scott Wenzel
Scott Wenzel est le chanteur du groupe de metal chrétien Whitecross. Il a également enregistré deux albums solo.

## Musiciens accompagnateurs
Sur Heart Like Thunder:
- Billy Heller - guitare
- Mark Robertson - basse
- Doug Day - batterie
- Mark Pence - clavier

Sur Film at Eleven:
- Tom Wanca - arrangements, clavier, chœurs
- Tony Palacios - guitare
- Bam Bam Wagner - batterie et percussions
- Mark Robertson - basse